# UFC Fight Night: Aspinall vs. Tybura
UFC Fight Night: Aspinall vs. Tybura (también conocido como UFC Fight Night 224 y UFC on ESPN+ 82) fue un evento de artes marciales mixtas producido por Ultimate Fighting Championship que tuvo lugar el 22 de julio de 2023 en el The O2 Arena en Londres, Inglaterra.

## Antecedentes
El evento marcó la 15.ª visita de la promoción a Londres y la primera desde UFC 286 en marzo de 2023.
El combate de peso pesado entre Tom Aspinall y Marcin Tybura encabezó el evento.

## Premios de bonificación
Los siguientes luchadores recibieron bonificaciones de $50000 dólares.
- Pelea de la Noche: Jonny Parsons vs. Danny Roberts
- Actuación de la Noche: Tom Aspinall y Paul Craig